# Milbrulong
Milbrulong är en ort i Australien. Den ligger i kommunen Lockhart och delstaten New South Wales, i den sydöstra delen av landet, omkring 430 kilometer väster om delstatshuvudstaden Sydney. Antalet invånare är 364.
Trakten runt Milbrulong är nära nog obefolkad, med mindre än två invånare per kvadratkilometer.. Närmaste större samhälle är Lockhart, omkring 13 kilometer väster om Milbrulong.
Trakten runt Milbrulong består till största delen av jordbruksmark. Genomsnittlig årsnederbörd är 607 millimeter. Den regnigaste månaden är februari, med i genomsnitt 83 mm nederbörd, och den torraste är oktober, med 25 mm nederbörd.